# Calcare di Zorzino
Il Calcare di Zorzino è una formazione costituita da calcari e calcari marnosi stratificati, con spessore dei singoli strati variabile da 0.5 metri nei banchi più carbonatici a pochi millimetri nei livelli più marcatamente marnosi argillosi. Presenta una colorazione scura, tendente al marrone dovuta all'elevato contenuto di materia organica. Prende il nome dalla località Zorzino, una frazione di Riva di Solto, paese delle prealpi bergamasche sul lago di Iseo, dove questa formazione affiora.

## Descrizione e ambiente sedimentario
L'ambiente deposizionale è costituito dal fondale di bacini anossici, sviluppatisi dal bacino lombardo ed estendentisi con simili facies, sviluppatisi, in un contesto di bacini di intrapiattaforma durante i primi tentativi di apertura dell'oceano atlantico, settentrionalmente in Engadina e nell'area di Salisburgo, a est fino alla Carnia e a sud fino alla Campania.
Si valuta che i suoi bacino deposizionali avessero estensioni variabili da qualche chilometro a qualche decina in direzione Est-Ovest, mentre non è possibile stimarne la dimensione in direzione nord-sud causa l'orientamento est-ovest dei loro affioramenti lungo la monoclinale sudalpina. Si presume che i bacini fossero collegati fra loro, poiché le associazioni ittiologiche, e quelle dei mulluschi bentonici, rinvenibili da Salisburgo a Ragusa e nell'Europa centrale, sono più o meno le medesime, ed estesi arealmente in senso longitudinale, parallelamente alla direzione di inizio apertura dell'oceano Atlantico.
I livelli marnosi, con laminazione sottile sono caratterizzati dalla presenza di numerosi fossili ben conservati, che viceversa sono quasi del tutto assenti nei banchi calcarei. Si tratta di associazioni olotipiche bentoniche a echinodermi, bivalvi, gasteropodi, celenterati, crostacei e molto rari brachiopodi e cefalopodi, che dovevano vivere sui margini dei bacini, dove la fascia superiore di acque ossigenate raggiungeva il fondale. La maggior parte dei fossili è costituita da pesci. Nel giacimento fossilifero di Cene è stato rinvenuto anche un rettile volante fossile, l'Eudimorphodon ranzii.

## Paleofauna

### Rhynchocephalia
| Rhynchocephali ritrovati nei Calcari di Zorzino | Rhynchocephali ritrovati nei Calcari di Zorzino | Rhynchocephali ritrovati nei Calcari di Zorzino | Rhynchocephali ritrovati nei Calcari di Zorzino | Rhynchocephali ritrovati nei Calcari di Zorzino | Rhynchocephali ritrovati nei Calcari di Zorzino | Rhynchocephali ritrovati nei Calcari di Zorzino |
| Genere                                          | Specie                                          | Locazione                                       | Posizione stratigrafica                         | Materiale                                       | Note                                            | Immagine                                        |
| ----------------------------------------------- | ----------------------------------------------- | ----------------------------------------------- | ----------------------------------------------- | ----------------------------------------------- | ----------------------------------------------- | ----------------------------------------------- |
| Diphydontosaurus                                | D. sp.                                          |                                                 |                                                 |                                                 | Un rhynchocephalo                               |                                                 |

### Thalattosauria
| Thalattosauri ritrovate nei Calcari di Zorzino | Thalattosauri ritrovate nei Calcari di Zorzino | Thalattosauri ritrovate nei Calcari di Zorzino | Thalattosauri ritrovate nei Calcari di Zorzino | Thalattosauri ritrovate nei Calcari di Zorzino | Thalattosauri ritrovate nei Calcari di Zorzino | Thalattosauri ritrovate nei Calcari di Zorzino |
| Genere                                         | Specie                                         | Locazione                                      | Posizione stratigrafica                        | Materiale                                      | Note                                           | Immagine                                       |
| ---------------------------------------------- | ---------------------------------------------- | ---------------------------------------------- | ---------------------------------------------- | ---------------------------------------------- | ---------------------------------------------- | ---------------------------------------------- |
| Endennasaurus                                  | P. acutirostris                                |                                                |                                                |                                                | Un thalattosauro dal muso specializzato        |                                                |

### Drepanosauridae
| Drepanosauridi ritrovate nei Calcari di Zorzino | Drepanosauridi ritrovate nei Calcari di Zorzino | Drepanosauridi ritrovate nei Calcari di Zorzino | Drepanosauridi ritrovate nei Calcari di Zorzino | Drepanosauridi ritrovate nei Calcari di Zorzino | Drepanosauridi ritrovate nei Calcari di Zorzino | Drepanosauridi ritrovate nei Calcari di Zorzino |
| Genere                                          | Specie                                          | Locazione                                       | Posizione stratigrafica                         | Materiale                                       | Note                                            | Immagine                                        |
| ----------------------------------------------- | ----------------------------------------------- | ----------------------------------------------- | ----------------------------------------------- | ----------------------------------------------- | ----------------------------------------------- | ----------------------------------------------- |
| Drepanosaurus                                   | D. unguicaudatus                                |                                                 |                                                 |                                                 | Un drepanosauride                               |                                                 |
| Megalancosaurus                                 | M. preonensis                                   |                                                 |                                                 |                                                 | Un drepanosauride                               |                                                 |
| Vallesaurus                                     | V. cenensis                                     |                                                 |                                                 |                                                 | Un drepanosauride                               |                                                 |

### Placodontia
| Placodonti ritrovate nei Calcari di Zorzino | Placodonti ritrovate nei Calcari di Zorzino | Placodonti ritrovate nei Calcari di Zorzino | Placodonti ritrovate nei Calcari di Zorzino | Placodonti ritrovate nei Calcari di Zorzino | Placodonti ritrovate nei Calcari di Zorzino | Placodonti ritrovate nei Calcari di Zorzino |
| Genere                                      | Specie                                      | Locazione                                   | Posizione stratigrafica                     | Materiale                                   | Note                                        | Immagine                                    |
| ------------------------------------------- | ------------------------------------------- | ------------------------------------------- | ------------------------------------------- | ------------------------------------------- | ------------------------------------------- | ------------------------------------------- |
| Psephoderma                                 | P. alpinum                                  |                                             |                                             |                                             | Un placondonte corazzato                    |                                             |

### Tanystropheidae
| Tanystropheidi ritrovati nei Calcari di Zorzino | Tanystropheidi ritrovati nei Calcari di Zorzino | Tanystropheidi ritrovati nei Calcari di Zorzino | Tanystropheidi ritrovati nei Calcari di Zorzino | Tanystropheidi ritrovati nei Calcari di Zorzino | Tanystropheidi ritrovati nei Calcari di Zorzino         | Tanystropheidi ritrovati nei Calcari di Zorzino |
| Genere                                          | Specie                                          | Locazione                                       | Posizione stratigrafica                         | Materiale                                       | Note                                                    | Immagine                                        |
| ----------------------------------------------- | ----------------------------------------------- | ----------------------------------------------- | ----------------------------------------------- | ----------------------------------------------- | ------------------------------------------------------- | ----------------------------------------------- |
| Langobardisaurus                                | L. pandolfii                                    |                                                 |                                                 |                                                 | Un tanystropheide                                       |                                                 |
| Tanystropheide indet.                           | indeterminato                                   |                                                 |                                                 |                                                 | Un tanystropheide indeterminato, simile a Tanystropheus |                                                 |

### Phytosauridae
| Phytosauridi ritrovate nei Calcari di Zorzino | Phytosauridi ritrovate nei Calcari di Zorzino | Phytosauridi ritrovate nei Calcari di Zorzino | Phytosauridi ritrovate nei Calcari di Zorzino | Phytosauridi ritrovate nei Calcari di Zorzino | Phytosauridi ritrovate nei Calcari di Zorzino | Phytosauridi ritrovate nei Calcari di Zorzino |
| Genere                                        | Specie                                        | Locazione                                     | Posizione stratigrafica                       | Materiale                                     | Note                                          | Immagine                                      |
| --------------------------------------------- | --------------------------------------------- | --------------------------------------------- | --------------------------------------------- | --------------------------------------------- | --------------------------------------------- | --------------------------------------------- |
| Mystriosuchus                                 | M. planirostris                               |                                               |                                               |                                               | Un phytosaurino marino                        |                                               |

### Aetosauria
| Aetosauri ritrovate nei Calcari di Zorzino | Aetosauri ritrovate nei Calcari di Zorzino | Aetosauri ritrovate nei Calcari di Zorzino | Aetosauri ritrovate nei Calcari di Zorzino | Aetosauri ritrovate nei Calcari di Zorzino | Aetosauri ritrovate nei Calcari di Zorzino | Aetosauri ritrovate nei Calcari di Zorzino |
| Genere                                     | Specie                                     | Locazione                                  | Posizione stratigrafica                    | Materiale                                  | Note                                       | Immagine                                   |
| ------------------------------------------ | ------------------------------------------ | ------------------------------------------ | ------------------------------------------ | ------------------------------------------ | ------------------------------------------ | ------------------------------------------ |
| Aetosaurus                                 | A. ferratus                                |                                            |                                            | Frammento di armatura cervicale            | Un aetosauro                               |                                            |

### Pterosauria
| Pterosauri ritrovati nei Calcari di Zorzino | Pterosauri ritrovati nei Calcari di Zorzino | Pterosauri ritrovati nei Calcari di Zorzino | Pterosauri ritrovati nei Calcari di Zorzino | Pterosauri ritrovati nei Calcari di Zorzino | Pterosauri ritrovati nei Calcari di Zorzino                                | Pterosauri ritrovati nei Calcari di Zorzino |
| Genere                                      | Specie                                      | Locazione                                   | Posizione stratigrafica                     | Materiale                                   | Note                                                                       | Immagine                                    |
| ------------------------------------------- | ------------------------------------------- | ------------------------------------------- | ------------------------------------------- | ------------------------------------------- | -------------------------------------------------------------------------- | ------------------------------------------- |
| Eudimorphodon                               | E. ranzii                                   | Trovato a Cene Comune.                      |                                             |                                             |                                                                            |                                             |
| Peteinosaurus                               | P. zambellii                                | Trovato a Cene Comune.                      |                                             |                                             |                                                                            |                                             |
| ?Preondactylus                              | P. sp.                                      | Trovato a Endenna.                          |                                             |                                             | Possibile materiale di Preondactylus di una specie non ancora identificata |                                             |
| Bergamodactylus                             | B. wildi                                    | Trovato in provincia di Bergamo.            |                                             |                                             |                                                                            |                                             |